# Şakirpaşa repülőtér
A Şakirpaşa repülőtér (IATA: ADA, ICAO: LTAF) Törökország egyik kisebb jelentőségű nemzetközi repülőtere, amely Adana közelében található. Éves utasforgalma 3 871 433 fő (2022).

## Légitársaságok és úticélok
2023-ban a Şakirpaşa repülőtérről az alábbi járatok indulnak:
| Légitársaság      | Célállomások |
| ----------------- | --- |
| Aeroflot          | Moscow–Sheremetyevo |
| AnadoluJet        | Ankara, Beirut, Ercan, Istanbul–Sabiha Gökçen Szezonális: Erbil                                                                                            |
| Corendon Airlines | Szezonális: Köln/Bonn, Düsseldorf, Hannover, Nuremberg |
| Eurowings         | Szezonális: Düsseldorf, Hamburg, Stuttgart |
| Freebird Airlines | Szezonális Charter: Tehran–Imam Khomeini |
| Pegasus Airlines  | Antalya, Düsseldorf, Ercan, Istanbul–Sabiha Gökçen, İzmir, Trabzon, Van Szezonális: Bodrum, Köln/Bonn, Dalaman, Tabriz, Tehran–Imam Khomeini               |
| Qatar Airways     | Szezonális: Doha |
| SunExpress        | Antalya, Düsseldorf, Frankfurt, İzmir Szezonális: Amszterdam, Berlin, Brüsszel, Hannover, London–Stansted (kezdődik 2024 május 24-től), München, Stuttgart |
| Saudia            | Szezonális: Jeddah |
| Turkish Airlines  | Istanbul Szezonális: Antalya, Berlin, Köln/Bonn, Düsseldorf, Frankfurt, Hamburg, Hannover, Jeddah, Medina, Stuttgart, Tehran–Imam Khomeini                 |

## Futópályák
A repülőtér futópályái:
- 05/23

## Forgalom
Az utasforgalom az elmúlt években az alábbi módon változott:
| Utasok száma | 2 302 535 | 2 482 402 | 2 841 170 | 3 764 157 | 4 687 494 | 4 687 494 | 5 610 176 | 5 054 183 | 2 506 995 | 3 871 433 |
|              | 2007      | 2009      | 2010      | 2012      | 2014      | 2015      | 2017      | 2019      | 2020      | 2022      |